# Distrito de Nandurbar
Nandurbar (en maratí; नंदुरबार जिल्हा ) es un distrito de India, parte de la división de Nashik en el estado de Maharastra . 
Comprende una superficie de 5 035 km².
El centro administrativo es la ciudad de Nandurbar.

## Demografía
Según censo 2011 contaba con una población total de 1 646 177 habitantes.